# Битва Мері Кей
«Битва Мері Кей» (англ. Hell on Heels: The Battle of Mary Kay) — американська телевізійна драмедія, що вийшла 2002 року, з Ширлі Мак-Лейн, Шеннен Догерті і Паркер Поузі у головних ролях.
Фільм заснований на реальній історії корпоративної війни в середині 1990-х років між королевою косметики Мері Кей Еш і амбітним новачком Джінгер Гіт, яка очолила конкурентну компанію.

## Сюжет
В інтерв'ю журналістці Мері Кей розповідає про свій підйом на вершину індустрії домашньої краси. Однак в цей час домінуванню «Мері Кей» загрожує набагато молодша суперниця Джингер Гіт, чия компанія «BeautiControl» відбирає величезну частку ринку «Мері Кей».

## У ролях
| Актор           | Роль            |
| --------------- | --------------- |
| Ширлі Мак-Лейн  | Мері Кей Еш     |
| Шеннен Догерті  | Лексі Вілсокс   |
| Паркер Поузі    | Джингер Гіт     |
| Р. Х. Томсон    | Річард Роджерс  |
| Баррі Флетман   | Дік Гіт         |
| Рейчел Кроуфорд | Анніка Керн     |
| Дін Маккензі    | Кліфтон Сандерс |
| Марні Макфейл   | Брук            |

## Нагороди
- 1980 Премія «Золотий глобус» Голлівудської асоціації іноземної преси:
  - Премія «Золотий глобус» за найкращу жіночу роль мінісеріалу або телефільму — Ширлі Маклейн (номінація)
  - Премія «Золотий глобус» за найкращу жіночу роль другого плану серіалу, мінісеріалу або телефільму — Паркер Поузі (номінація)